# Albert II de Mecklembourg
Pour les articles homonymes, voir Albert II.
Albert II dit Le Grand, (en allemand :  Albrecht II.), né en 1318 et décédé le 18 février 1379, est un prince de la maison de Mecklembourg, fils d'Henri II de Mecklembourg. Il fut seigneur du Mecklembourg à partir de 1329 puis duc de Mecklembourg-Schwerin de 1348 jusqu'à sa mort.

## Famille
Albert II est le fils d'Henri II de Mecklembourg et de sa seconde épouse Anne, fille du duc Albert II de Saxe-Wittemberg. Encore mineur à la mort de son père en 1329, Albert II et son frère cadet Jean sont placés sous tutelle des conseillers ainsi que des représentants des villes hanséatiques de Rostock et Wismar. Le règne d'Henri II avait été assombri par la multiplication des actes de guerre ; après son décès, il convient de faire la paix avec les États voisins.
Déclaré majeur en 1336, Albert a dû pacifier l'aristocratie de son pays ; il a conclu des alliances avec les villes et avec des puissantes familles nobles dont les Barnekow, les Bülow, les Moltke et les Plessen. À l'étranger, les affrontements avec la marche de Brandebourg et avec le duché de Poméranie ont repris. D'autre part, Albert a favorisé le rapprochement au comté de Holstein, au duché de Saxe-Wittemberg et notamment au royaume de Bohême. Les frères furent des fidèles soutiens à la maison impériale des Luxembourg ; le 8 juillet 1348, Charles IV, roi des Romains et roi de Bohême, leur accordait le titre de « duc » et les éleva aux princes du Saint-Empire.
Par un accord conclu le 15 novembre 1352, le patrimoine d'Albert et Jean a été divisée afin de former les duchés de Mecklembourg et de Mecklembourg-Stargard. Le comté de Schwerin a été acheté par Albert en 1358. Ses descendants laissèrent alors leur résidence de Wismar pour s'installer sur l'île fortifiée de Schwerin où fut construit le château ducal.

## Mariage et descendance
Le 10 avril 1336, Albert II de Mecklembourg épousa Euphémie de Suède (1317-1370), (fille d'Erik Magnusson, duc de Sudermanie, fils de Magnus III de Suède)
Cinq enfants sont nés de cette union :
- Henri III de Mecklembourg (1337-tué en 1383), co-duc de Mecklembourg Schwerin de 1379 à 1383. En 1361, il épousa Ingeburge du Danemark (1347-1370), (fille de Valdemar IV de Danemark) : quatre enfants, dont Albert IV co-duc de Mecklembourg-Schwerin de 1383 à 1388. Veuf, il épousa en 1377 Merchtilde de Werle-Waren (fille du prince Bernard II de Werle-Waren)
- Albert de Mecklembourg (1340-1412), roi de Suède et duc de Finlande de 1363 à 1389, duc de Mecklembourg-Schwerin de 1379 à 1412. En 1359, il épousa Richarde de Schwerin (†1377 ; fille du comte Othon Ier de Schwerin) : trois enfants dont, Éric (héritier du trône suédois). Veuf, il épousa en 1396, Agnès de Brunswick (†1434), (fille de Magnus II de Brunswick) : un enfant, Albert V co-duc de Mecklembourg-Schwerin de 1412 à 1422, duc de Mecklembourg-Schwerin de 1422 à 1423.
- Anne de Mecklembourg (†1415) : elle épousa en 1362 le comte Adolphe IX de Holstein-Plön (†1390)
- Magnus Ier de Mecklembourg, co-duc de Mecklembourg-Schwerin.
- Ingeburge : elle épouse en 1360 Louis VI le Romain, duc de Haute-Bavière puis margrave de Brandebourg ; puis vers 1365 Henri II de Holstein : Gerhard VI de Holstein est leur fils aîné (tué en 1404 dans une guerre contre les Dithmarses), lui-même grand-père maternel du roi de Danemark, Norvège et Suède Christian Ier (1426-1481).

## Biographie

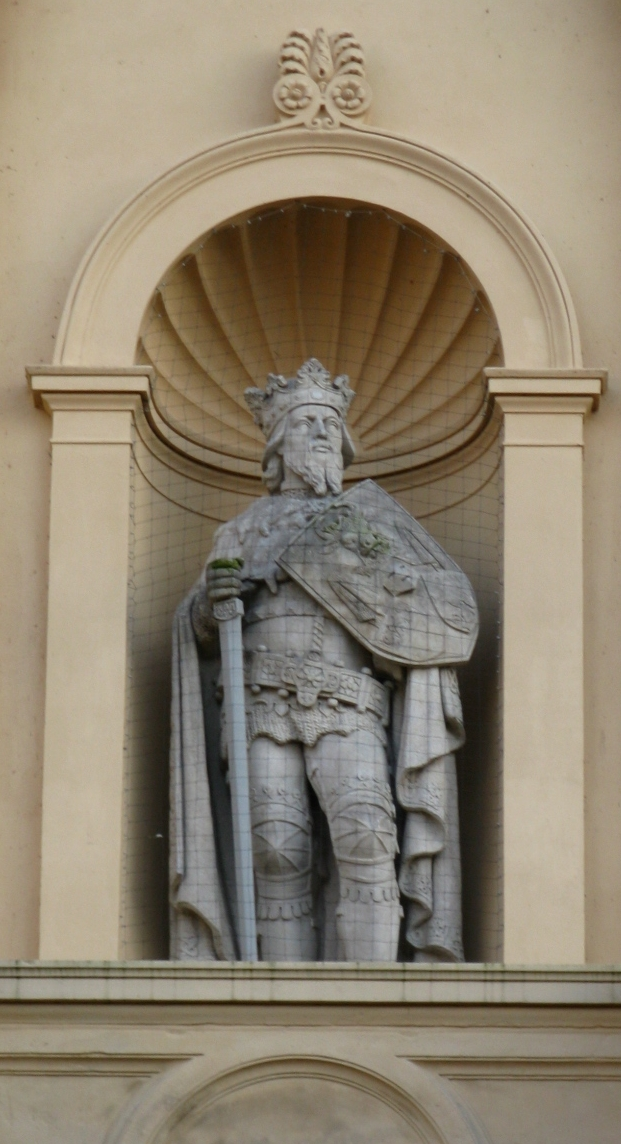
Statue d'Albert au château de Schwerin.

Son mariage lui permit d'acquérir des domaines en Suède, ce qui lui procura une certaine influence dans ce royaume scandinave. Albert II de Mecklembourg participa activement à la vie politique suédoise. En 1332, il maria son fils aîné Henri II à Ingeburge de Danemark, fille de Valdemar IV du Danemark. De cette union leur naquit un fils, Éric de Mecklembourg, il fut désigné comme successeur de Valdemar IV de Danemark. Albert II de Mecklembourg et son fils Henri II durent faire face à Marguerite Ire de Danemark, cette dernière réclamait également le trône du Danemark.
En 1350, Magnus IV de Suède négligeant la Norvège au profit de la Suède dut faire face au mécontentement des nobles norvégiens, ils tentèrent de limiter son pouvoir royal en plaçant Éric XII de Suède comme rival de son père. Après la mort d'Éric de Mecklembourg, son oncle Albert de Mecklembourg vint réclamer le trône de Suède à la noblesse.
Albert II de Mecklembourg s'impliqua beaucoup dans l'accession de son fils cadet Albert de Mecklembourg au trône de Suède. Albert de Mecklembourg détrôna son oncle et monta sur le trône de Suède sous le nom d'Albert de Suède.
Albert II de Mecklembourg et Euphémie de Suède eurent une position généalogique qui devint le pivot concernant les réclamations d'accession aux trônes scandinaves.
Se basant sur l'ascendance d'Albert II de Mecklembourg on peut constater ses origines scandinaves : par sa grand-mère maternelle Christina de Suède (épouse de Henri II Borwin de Mecklembourg et fille de Sverker II de Suède). Cependant certaines sources suédoises certifient que Sverker II de Suède eut un fils, Jean, une fille Héléna, Le nom de Christina de Suède ne figure pas parmi les enfants du roi de Suède.
L'arrière-grand-mère d'Albert II, Anastasia de Poméranie (fille de Marianne de Suède et de Barnim Ier de Poméranie), épouse d'Henri Ier de Mecklembourg fut désignée comme étant la sœur d'Éric X de Suède. Or, les sources de cette époque sont rares les certificats de mariages, les noms des sœurs d'Éric X ne figurent sur aucun documents.
Le duc Albert II de Mecklembourg fut inhumé en la cathédrale de Doberan.

## Généalogie
Albert II de Mecklembourg appartient à la première branche de la Maison de Mecklembourg, il appartient également à la lignée des Mecklembourg-Schwerin.